# میترا جشنی
میترا جشنی (زادهٔ ۱۶ دسامبر ۱۹۷۶) هنرمند پست مدرن ایرانی در زمینهٔ نقاشی، رنگ‌آمیزی و مجسمه‌سازی است. او همچنین معلم هنر و خوانندهٔ موسیقی معاصر است. او علاوه‌بر ایران، در کشورهای مختلف کانادا، آمریکای جنوبی و هلند نیز فعالیت هنری داشته و نمایشگاه‌ها و گالری‌های هنری برگزار کرده است.

## زندگی شخصی
جشنی در ۱۶ دسامبر ۱۹۷۶ در ایران متولد شد. وی در سال ۲۰۰۸ مدرک کارشناسی ارشد نقاشی و هنر را از دانشگاه سوره تهران دریافت کرد.

## آثار
آثار او ایجادگر فاصله ای بین خودش، مردان جامعه‌اش و همه زنان جهان است. شخصیت‌های نقاشی‌های او، جنسیت را ترسیم نمی‌کند. درعوض زنان ترسیده را نشان می‌دهند که برای محافظت از خودشان در جهان خارج ماسک نقاب برچهره می‌گیرند. دختران رنگی او بیانگر فروتنی و شرم هستند. آنها از بلوغ خود چیزی نمی‌دانند و همین باعث می‌شود که به جنس مخالف خود چون دیو بنگرند.
هنر او با شعر گسترش یافت و سپس او تبدیل به یک نویسنده گشت. ارتباطات بین نقاشی و شعر وی آشکاراست. تأثیرات مورد علاقه وی هنرمندان جیمی زاپاتا و شیرین نشاط است.

## دیدگاه‌های سیاسی
او یکی از چهل نفریست که کارزار فرشگرد که از گروه هایاپوزیسیون جمهوری اسلامی محسوب میشود، را بنیانگذاری کرده اند. او هنرمندان و ورزشکاران و به‌طور کلی چهره‌های سرشناس را که از تریبون جمهوری اسلامی سخن میگویند را «سلبریتی حکومتی» میداند و معتقد است که هنرمند نمی‌تواند از چنین تریبونی، با حفظ استقلال فکری خود، سخنوری کند و دچار خودسانسوری میشود. او با ابراز انتقاد نسبت به سانسور در جمهوری اسلامی ایران باور دارد که بایسته است تا هنرمند در چنین شرایطی به دنبال یافتن روشی نوین برای خلق آثارش باشد.